# Bellevesvre
Bellevesvre [belvɛvʁ] ist eine französische Gemeinde im Département Saône-et-Loire in der Region Bourgogne-Franche-Comté. Sie gehört zum Arrondissement Louhans und zum Kanton Pierre-de-Bresse. Der Ort hat 306 Einwohner (Stand 1. Januar 2022), sie werden Balusais, resp. Balusaises genannt.

## Geografie

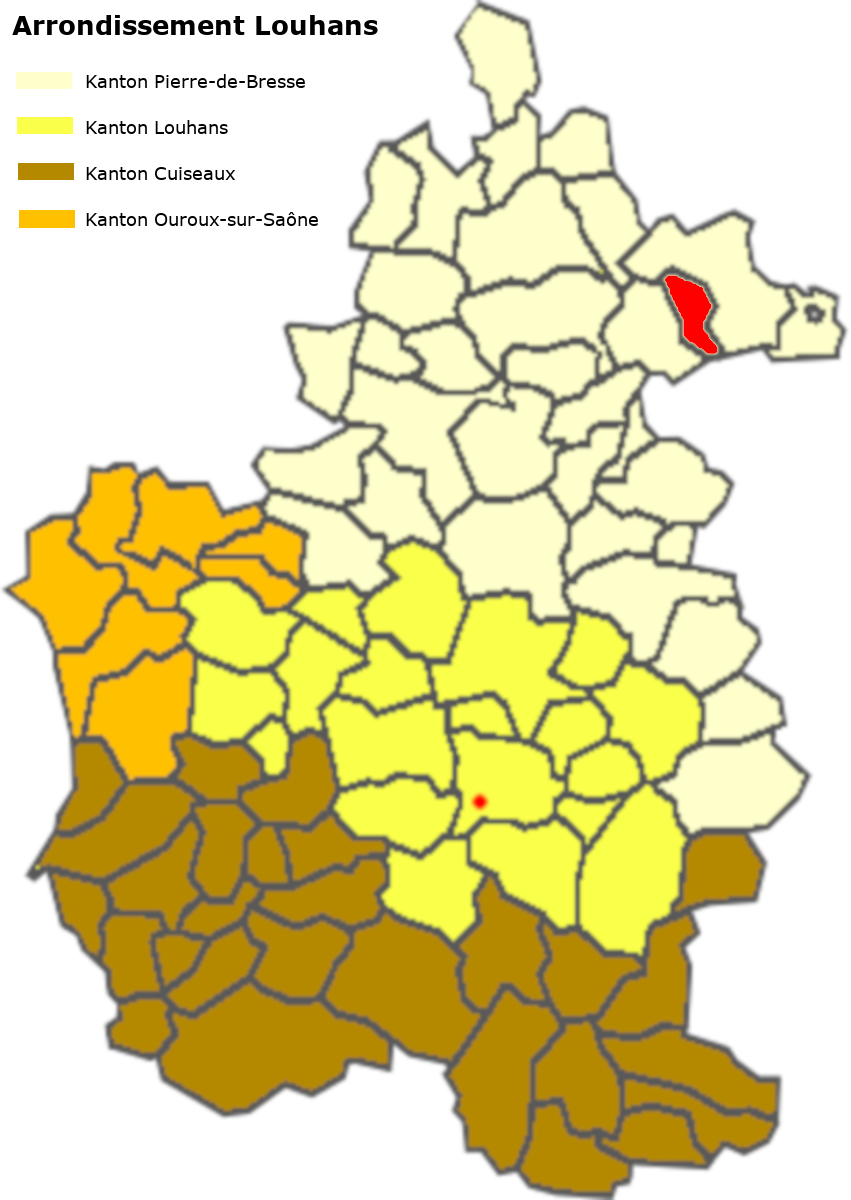
Lage der Gemeinde im Arrondissement Louhans

Die Gemeinde liegt in der Landschaft der Bresse am Ufer der Brenne, einem rechten Nebenfluss der Seille. Im Süden durchfließt zudem La Darge das Gemeindegebiet. Im Süden grenzt die Gemeinde an Chapelle-Voland und damit ans Département Jura. Südlich des Dorfes verläuft noch ein Bief, der ehemals drei Étangs entwässerte, die heute nicht mehr bestehen. Die Gemeinde weist praktisch keine Waldflächen auf, lediglich größere Pappelplantagen finden sich in den Überschwemmungsgebieten entlang der Brenne nördlich der Siedlung.
Von Nordwesten her erreicht die Départementsstraße D73 von Pierre-de-Bresse her den Bourg. Sie setzt sich als Départementsstraße D122 Richtung Bletterans fort. Südöstlich der Siedlung zweigt die Départementsstraße D323 nach Osten ab, wird zur Départementsstraße D1 im Département Jura, um letztlich Sellières zu erreichen. Schließlich erreicht auch die Départementsstraße D23 vom Weiler Dissey her den Ort und verlässt ihn Richtung Süden, um letztlich Louhans zu erreichen. Bei all diesen Straßen handelt es sich um ehemalige Römerstraßen, deren Trassen weitgehend für die modernen Straßen übernommen wurden. Zur Gemeinde gehören folgende Weiler und Fluren: le Champ-de-Foire, la Chaumière, Chaux-d’Or, Chefain, le Désert, Grand-Or, la Maladière, les Meix, les Moires, le Mortier, la Motte, Petit-Or, les Planches, la Tuilerie, la Verne.

### Klima
Das Klima in Bellevesvre ist warm und gemäßigt. Es gibt das ganze Jahr über deutliche Niederschläge, selbst der trockenste Monat weist noch hohe Niederschlagsmengen auf. Die Klassifikation des Klimas nach Köppen und Geiger ist Cfb ((Gemäßigtes) Ozeanklima). Die Temperatur liegt im Jahresdurchschnitt bei 11,9 °C. Der wärmste Monat ist der Juli mit einer Durchschnittstemperatur von 20,9 °C, der kälteste der Januar mit 3,2 °C. Über ein Jahr verteilt summieren sich die Niederschläge auf 1081 mm, dabei ist der November mit 117 mm der niederschlagsreichste, während Juli als trockenster Monat 72 mm aufweist. Über das ganze Jahr werden etwa 2764 Sonnenstunden gezählt.
|                        | Jan | Feb | Mär  | Apr  | Mai  | Jun  | Jul  | Aug  | Sep  | Okt  | Nov  | Dez |   |      |
| Mittl. Temperatur (°C) | 3,2 | 3,8 | 7,4  | 11,1 | 14,9 | 19,0 | 20,9 | 20,6 | 16,8 | 12,8 | 7,3  | 4,0 | ⌀ | 11,9 |
| Mittl. Tagesmax. (°C)  | 6,2 | 7,5 | 11,8 | 15,6 | 19,2 | 23,6 | 25,6 | 25,3 | 21,2 | 16,9 | 10,5 | 6,8 | ⌀ | 15,9 |
| Mittl. Tagesmin. (°C)  | 0,5 | 0,4 | 3,1  | 6,3  | 10,2 | 14,0 | 16,0 | 15,7 | 12,5 | 9,1  | 4,3  | 1,4 | ⌀ | 7,8  |
|                        |     |     |      |      |      |      |      |      |      |      |      |     |   |      |
| Niederschlag (mm)      | 98  | 83  | 80   | 90   | 93   | 77   | 72   | 73   | 87   | 104  | 117  | 107 | Σ | 1081 |

| 0,5 |

| 0,4 |

| 3,1 |

| 6,3 |

| 10,2 |

| 14,0 |

| 16,0 |

| 15,7 |

| 12,5 |

| 9,1 |

| 4,3 |

| 1,4 |

| 0,5 |

| 0,4 |

| 3,1 |

| 6,3 |

| 10,2 |

| 14,0 |

| 16,0 |

| 15,7 |

| 12,5 |

| 9,1 |

| 4,3 |

| 1,4 |

## Toponymie
Der Ort wird erstmals 1089 als Ecclesia Bellevavre in den Büchern des Klosters Baume-les-Messieurs erwähnt. Der Name geht jedoch auf die gallorömische Besiedlungszeit zurück, ursprünglich bella vevre, mit der Bedeutung einer schönen Aue, aber auch Gestrüpp und Unterholz. Tatsächlich befindet sich der Ort am Kreuzungspunkt von fünf Römerstraßen, wovon die eine von Verdun-sur-le-Doubs nach Poligny, die anderen von Dole nach Louhans und Lons-le-Saunier führten. Die archäologischen Funde (Waffen aller Art, Schwerter, Dolche, Speere, Pfeil- und Lanzenspitzen, Schilde) belegen die Wichtigkeit dieser Siedlung, die in gallorömischer Zeit die größte Straßenkreuzung in der Bresse bildete.

## Geschichte
Bellevesvre verdankte seine Bedeutung im Hochmittelalter seiner strategischen Lage an der Grenze zwischen dem Herzogtum Burgund und der Freigrafschaft. Umgeben von einer Stadtmauer mit drei Toren, war die Kleinstadt von einem doppelten Stadtgraben umschlossen. Die Grenzlage erlaubte dem Ort schon früh, Messen und Märkte durchzuführen, die ihm zu ansehnlichem Reichtum verhalfen. Das Schloss stand im Norden des Ortes, auf einem Hügel, von Gräben umgeben. Eine kleine Burg, auf einer Anhöhe, 600 Schritte von Bellevesvre (im Weiler Motte), diente der Verteidigung gegen die Freigrafschaft. Heute findet sich nichts mehr von Schloss oder Burg. In den ehemaligen Kellern wurden Münzen, Waffen und Gebrauchsgegenstände gefunden.
Die Kirche wurde 1379 wieder erbaut, sie ist Mariä Geburt geweiht und enthält mehrere alte Grabsteine, beispielsweise aus dem 15. Jahrhundert von Jean de Terrans, Berater des Herzogs von Burgund, von J. Perrot († 1520), von Cl. Violet, Pfarrer von Charette († 1500), von Marie Beaune Bernard de Montessus, Baron von Bellevesvre, Gouverneur von Beaune († 1686) und von Jeanne de Bonneval, seiner Gemahlin († 1672). Eine Familiarité, die 1389 aus 19 Mitgliedern bestand, unterstützte den Kirchendienst in Bellevesvre. 1506 bestand sie noch aus sechs Mitgliedern und nach den in den Hugenottenkriegen erlittenen Verlusten waren es noch weniger. Schließlich gab es im 18. Jahrhundert nur noch einen Priester, der durch die Einwohner ernannt wurde. Eine Leprastation befand sich im 14. Jahrhundert nahe dem Fluss in einem Gebiet, das den Namen Champ Maillard (heute der Weiler Maladière) trug. Sie wurde später zu einem Asyl und einem Friedhof der Pestopfer.
1372, als der Glockenturm gebaut wurde, hatte die Kleinstadt sechs Schöffen. Nachdem das Haus Burgund 1477 in männlicher Linie ausgestorben war, ging das Herzogtum Burgund an Frankreich, die Freigrafschaft jedoch an den Burgundischen Reichskreis. Die Kriege im 16. und 17. Jahrhundert (Krieg gegen den savoyardischen Herzog Karl Emanuel I., Dreißigjähriger Krieg und Devolutionskrieg) bescherten dem Ort am äußersten Grenzpunkt des Herzogtums Burgund schreckliche Katastrophen. 1637 wurde Bellevesvre durch die freigräflichen Streitkräfte erobert und eingeäschert, es verblieben lediglich noch 16 Einwohner. Ähnlich erging es dem Nachbarort Mouthier, ja die ganze Gegend war weitgehend entvölkert und erholte sich nur sehr langsam.

### Die Herren von Bellevesvre

#### Die Familiede Bellevesvre
Nach dieser kleinen Stadt nannte sich eine adlige Familie, die im 10. Jahrhundert, zusammen mit dem nachmaligen Abt von Cluny, Bernon, das Kloster in Mouthier-en-Bresse (Monasterium in Brixia) gründete und die, verbunden mit den mächtigsten Familien in der Gegend, im 13. und 14. Jahrhundert viele waffenfähige Ritter, Äbte und Äbtissinnen hervorbrachte. Eine der Töchter dieser Familie, Marguerite de Bellevesvre, heiratete Henri II. d’Antigny, wurde die Mutter von Huguette d’Antigny de Sainte-Croix, die einen Étienne de Saint-Dizier heiratete und – in zweiter Ehe, nach einem kriminellen Abenteuer – die Gemahlin des Philippe de Vienne, Herr von Pymont, wurde.
Guillaume von Bellevesvre wurde Bischof von Chalon und nahm 1299 am Konzil von Anse teil. Nach seinem Tode im Jahr 1300 fand er die letzte Ruhe in der Kirche St. Jean-de-la-Grotte in Autun, neben seinem Onkel Anselm (Anseau) de Pomard, Bischof von Autun  (1253) und neben Henri de Montbéliard, seinem Bruder. Béatrice de Bellevesvre war 1336 Äbtissin in Lons-le-Saunier und ehrte ihr Geschlecht durch ihre Tugend und ihre Verdienste. Ritter Jean wurde 1362 Herr von Bellevesvre, nach ihm Jean de Montaigu, Baron von Couches, gefolgt schließlich gegen Ende des 14. Jahrhunderts von Jacques de Vienne, Herr von Pagny.

#### Die übrigen Herren von Bellevesvre
Nach Jean de Montaigu und Jaques de Vienne ging die Herrschaft im 15. Jahrhundert an die Fourneret über, die im Burgund hohe Posten in Justiz und Finanzen besetzten. Im 16. Jahrhundert waren die Damas de Marcilly die Herren, von denen sie 1630 Théode Pinsonnat, Präsident der Chambre des comptes in Dijon übernahm. Seine Tochter, Jacqueline de Pinsonnat, heiratete am 11. Januar 1633 Melchior Bernard de Montessus (* 1608, † 12. August 1672), Gouverneur von Beaune, wodurch die Baronie in deren Besitz überging. Sie umfasste die Gebiete von Torpes, Bellevesvre, Dissey (Weiler von Mouthier-en-Bresse) und den Ort Mouthier-en-Bresse.

#### Die Familiede Montessus
Die de Montessus blieben Herren von Bellevesvre bis 1820, als ihnen der Comte de Grivel folgte, der Bürgermeister der Gemeinde und Landrat (Conseiller d'Arrondissement) war. Ritter Antoine-Charles-Gabriel Bernard de Montessus (* 3. Dezember 1755) war Oberst im Régiment du Maine, Graf von Rully und Bellevesvre, Baron von Dissey, Herr von Mouthier, Torpes und weiteren Orten. Ferrand, Intendant von Burgund, erwähnte die Familie 1698 „die Adligen dieser Familie haben immer in der Armee gedient: das Haus ist gut und alt“. Tatsächlich gehörten die de Montessus seit 1360 zum alten Adel des Herzogtums, ihnen entstammte ein Kanoniker des Kapitels von Lyon, Gouverneure von Chalon-sur-Saône und Beaune, Edelleute des Kabinetts des Königs, Ritter des Ordens vom Heiligen Geist, des Ludwigsordens und des Ordre de Saint-Georges de Bourgogne. Als Folge einer Heirat ließ sich die Familie in der Franche-Comté nieder, der ältere Zweig blieb jedoch nur kurze Zeit, seine Nachkommen wurden Barone und Grafen von Rully, der jüngere Zweig de Montessus de Chauvirey blieb in der Freigrafschaft, erlosch jedoch zu Beginn des 19. Jahrhunderts.
Der Graf von Rully und  Baron von Bellevesvre, Philippe-Charles-Gabriel Bernard de Montessus (* 14. April 1764, † 1. Dezember 1831) wurde stellvertretender Deputierter des Adels in der Vogtei Chalon und 1789 der Generalstände. 1791 emigrierte er, diente in der Armee Condé und kämpfte bis 1796 gegen Napoleon Bonaparte. 1803 wurde er Maréchal de camp beim Grafen der Provence, 1814 durch Karl X. bestätigt wurde er 1815 Lieutenant Général und in die Chambre des Pairs berufen. Er verließ die Pairskammer 1830 um den Eid nicht ablegen zu müssen und starb 1831 in Paris.

### Heraldik

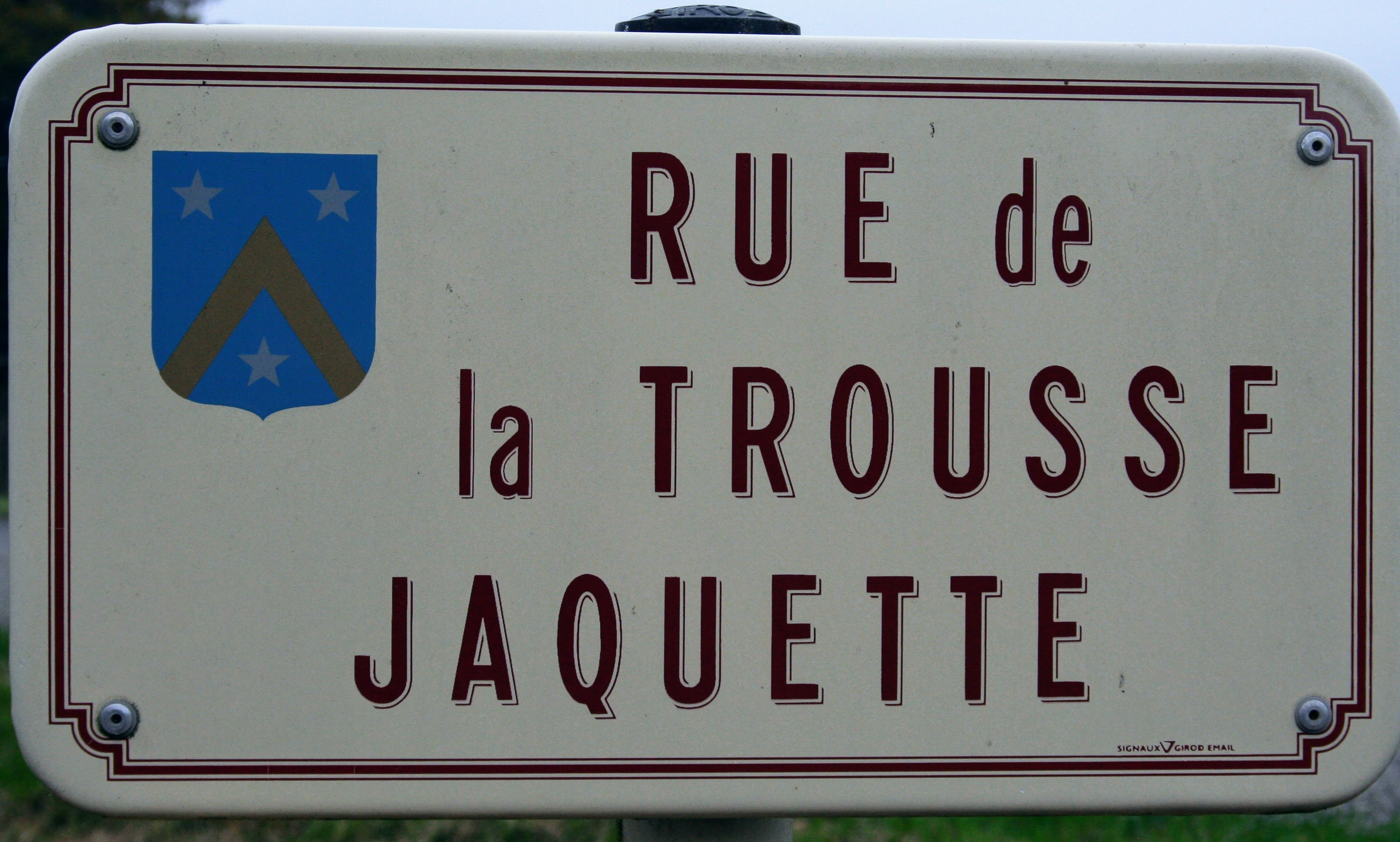
Straßenschild Gemeinde Bellevesvre

Bellevesvre benutzt seit längerer Zeit das Wappen der Familie Bernard de Montessus. Nicht zuletzt schmückt das Wappen die Straßenschilder in der Gemeinde. Blasonierung: In Blau ein goldener Sparren, begleitet von drei silbernen Sternen, je einer im linken und rechten Haupt und einer im Fuß.

## Bevölkerung
| Bellevesvre: Einwohnerzahlen von 1793 bis 2024 | Bellevesvre: Einwohnerzahlen von 1793 bis 2024 | Bellevesvre: Einwohnerzahlen von 1793 bis 2024 | Bellevesvre: Einwohnerzahlen von 1793 bis 2024 | Bellevesvre: Einwohnerzahlen von 1793 bis 2024 |
| --- | ---------------------------------------------- | ---------------------------------------------- | ---------------------------------------------- | ---------------------------------------------- |
| Jahr |                                                |                                                |                                                | Einwohner                                      |
| 1793 | 1793                                           |                                                | 420                                            | 420                                            |
| 1800 | 1800                                           |                                                | 460                                            | 460                                            |
| 1806 | 1806                                           |                                                | 507                                            | 507                                            |
| 1821 | 1821                                           |                                                | 526                                            | 526                                            |
| 1831 | 1831                                           |                                                | 549                                            | 549                                            |
| 1836 | 1836                                           |                                                | 536                                            | 536                                            |
| 1841 | 1841                                           |                                                | 549                                            | 549                                            |
| 1846 | 1846                                           |                                                | 611                                            | 611                                            |
| 1851 | 1851                                           |                                                | 630                                            | 630                                            |
| 1856 | 1856                                           |                                                | 585                                            | 585                                            |
| 1861 | 1861                                           |                                                | 620                                            | 620                                            |
| 1866 | 1866                                           |                                                | 627                                            | 627                                            |
| 1872 | 1872                                           |                                                | 678                                            | 678                                            |
| 1876 | 1876                                           |                                                | 703                                            | 703                                            |
| 1881 | 1881                                           |                                                | 695                                            | 695                                            |
| 1886 | 1886                                           |                                                | 699                                            | 699                                            |
| 1891 | 1891                                           |                                                | 702                                            | 702                                            |
| 1896 | 1896                                           |                                                | 692                                            | 692                                            |
| 1901 | 1901                                           |                                                | 694                                            | 694                                            |
| 1906 | 1906                                           |                                                | 727                                            | 727                                            |
| 1911 | 1911                                           |                                                | 706                                            | 706                                            |
| 1921 | 1921                                           |                                                | 559                                            | 559                                            |
| 1926 | 1926                                           |                                                | 545                                            | 545                                            |
| 1931 | 1931                                           |                                                | 529                                            | 529                                            |
| 1936 | 1936                                           |                                                | 543                                            | 543                                            |
| 1946 | 1946                                           |                                                | 540                                            | 540                                            |
| 1954 | 1954                                           |                                                | 486                                            | 486                                            |
| 1962 | 1962                                           |                                                | 432                                            | 432                                            |
| 1968 | 1968                                           |                                                | 396                                            | 396                                            |
| 1975 | 1975                                           |                                                | 343                                            | 343                                            |
| 1982 | 1982                                           |                                                | 308                                            | 308                                            |
| 1990 | 1990                                           |                                                | 281                                            | 281                                            |
| 1999 | 1999                                           |                                                | 246                                            | 246                                            |
| 2009 | 2009                                           |                                                | 274                                            | 274                                            |
| 2014 | 2014                                           |                                                | 267                                            | 267                                            |
| 2020 | 2020                                           |                                                | 294                                            | 294                                            |
| 2024 | 2024                                           |                                                | 326                                            | 326                                            |
| Quelle(n): EHESS/Cassini bis 2006, ab 2009 INSEE Anmerkung(en): • Ab 1962 offizielle Zahlen ohne Einwohner mit Zweitwohnsitz • Höchste Einwohnerzahl 1906 mit 727, tiefste Einwohnerzahl 1999 mit 246 (33,8 % vom Maximum) |                                                |                                                |                                                |                                                |

| Bevölkerungsstruktur | Anzahl Einwohner | männlich | weiblich | davon Ausländer | Anteil % |
| -------------------- | ---------------- | -------- | -------- | --------------- | -------- |
|                      | 296              | 140      | 156      | 3               | 1,0      |

| Männer | Alterstufe | Frauen |
| ------ | ---------- | ------ |
| 3      | 90 + älter | 2      |
| 17     | 75-89      | 20     |
| 36     | 60-74      | 41     |
| 29     | 45-59      | 29     |
| 23     | 30-44      | 23     |
| 12     | 15-29      | 17     |
| 19     | 0-14       | 26     |

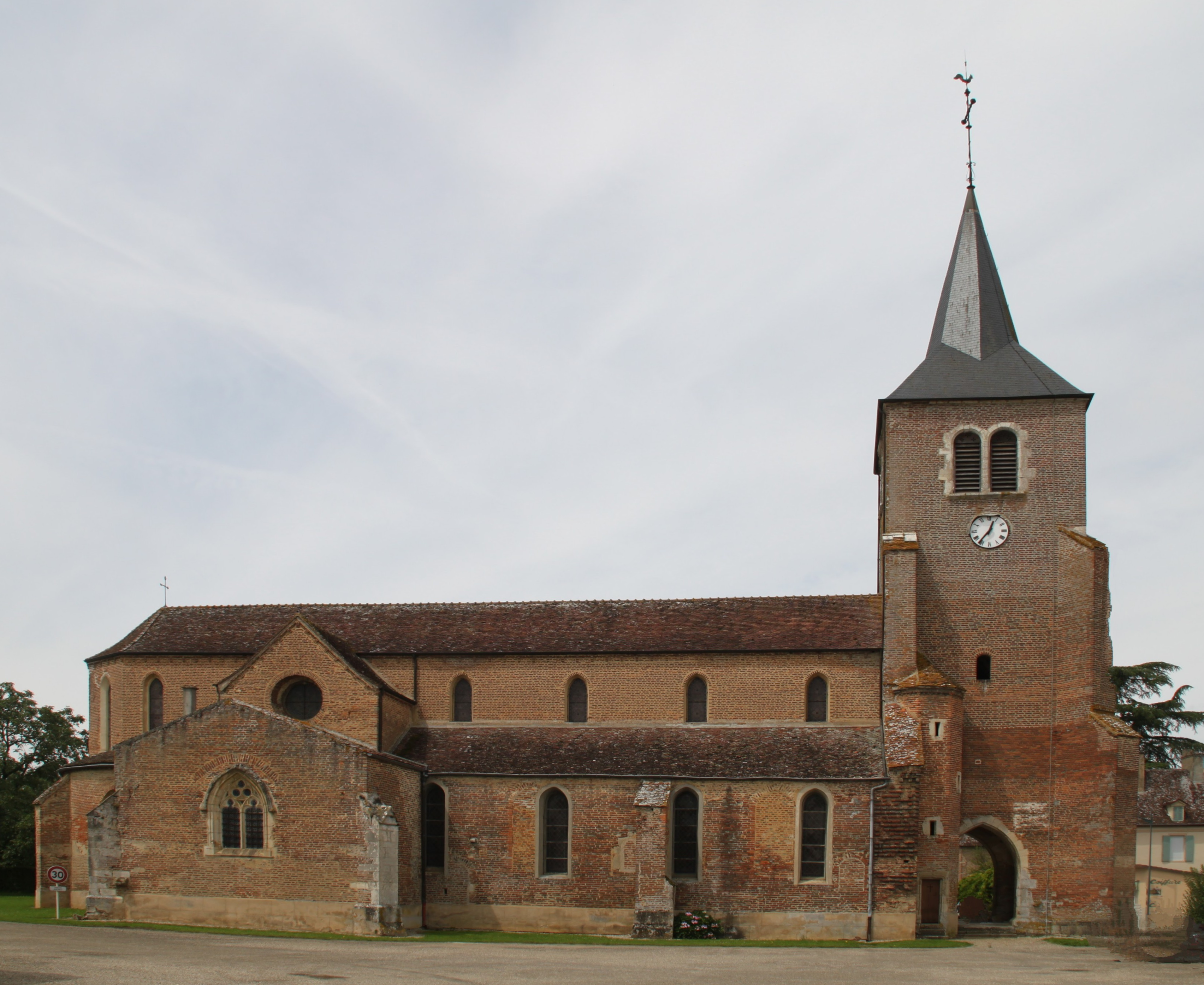
Kirche l'Immaculée-Conception in Bellevesvre

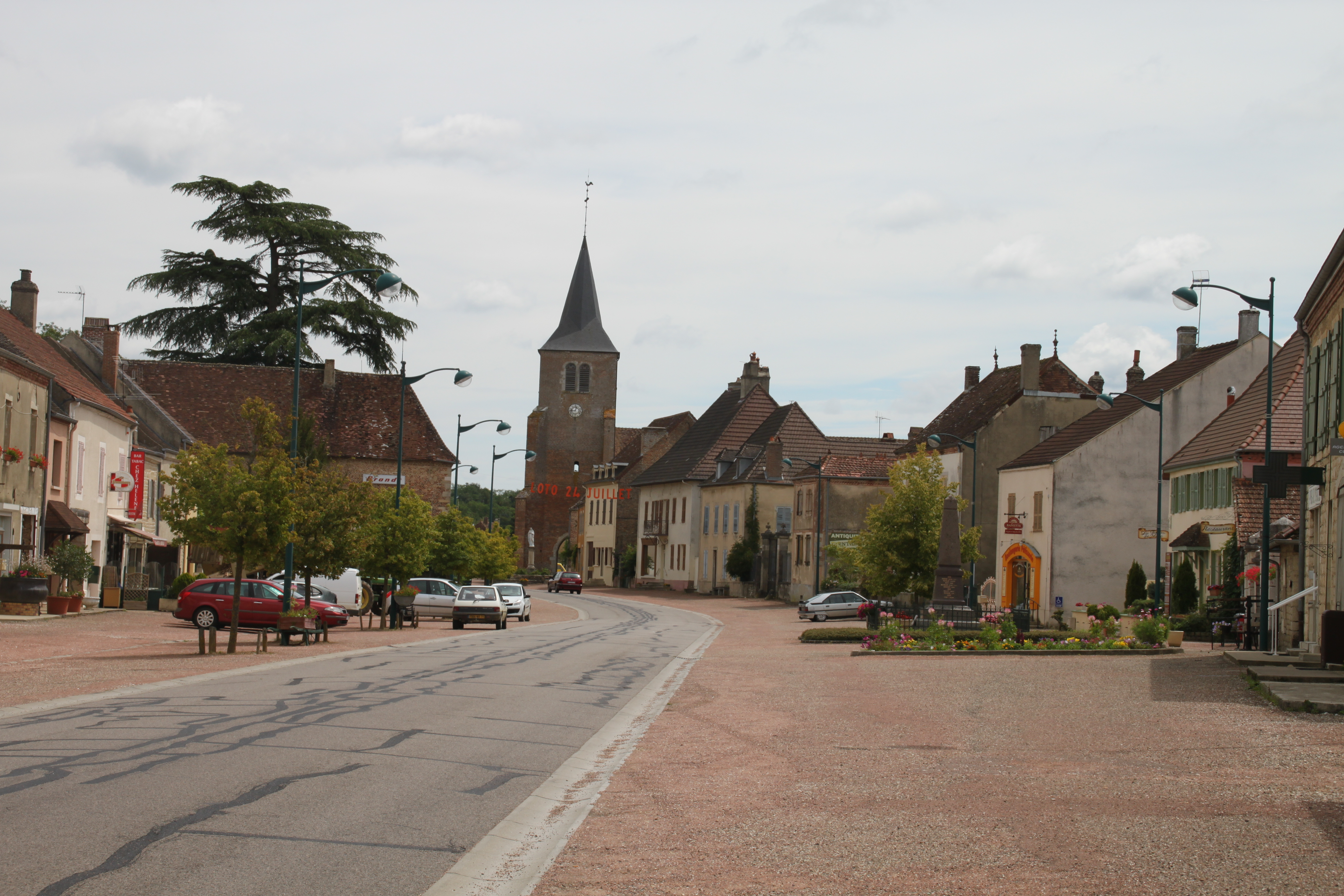
Hauptstraße (Grande rue) von Bellevesvre

Die Bevölkerungsstruktur zwischen Männern und Frauen zeigt einen Überhang zugunsten der Frauen mit 53 % der Bevölkerung. Dabei sind 37 % der Bevölkerung jünger als 45 Jahre, gleichzeitig sind 40 % bereits über 60-Jährige und damit weitgehend im Rentenalter.
| Wohnstruktur               | Anzahl Wohneinheiten | davon Häuser | Wohnungen | sonstige |
| -------------------------- | -------------------- | ------------ | --------- | -------- |
|                            | 210                  | 195          | 15        |          |
| davon Hauptwohnsitz        | 152                  |              |           |          |
| Zweit- oder Ferienwohnsitz | 36                   |              |           |          |
| vakant                     | 22                   |              |           |          |

## Wirtschaft und Infrastruktur

### Unternehmen, Betriebe, Ladengeschäfte und Einrichtungen

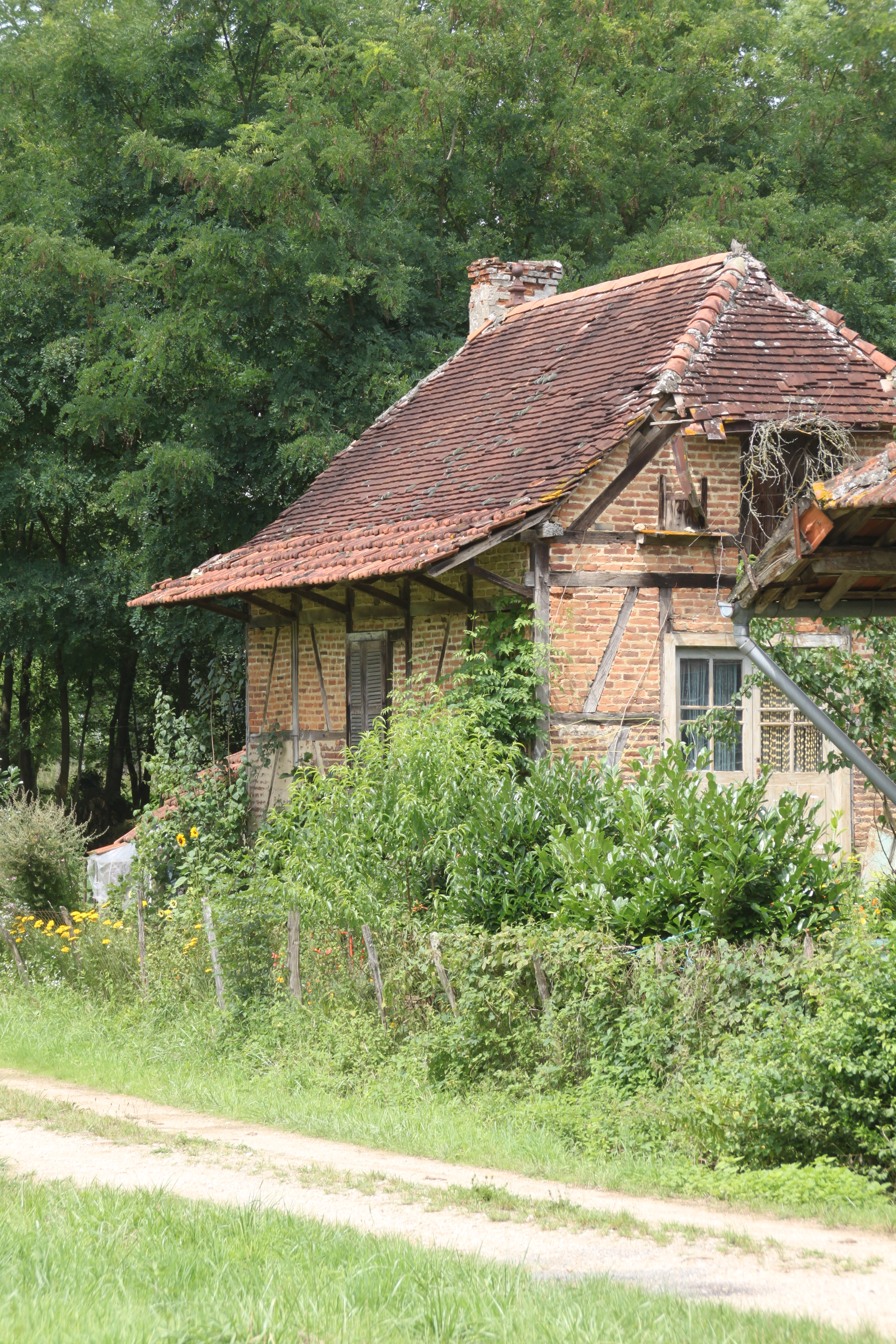
Altes Haus am Ufer der Brenne

In der Gemeinde befinden sich nebst Mairie und Kirche folgende Unternehmen nach Branchen:
| Branche                                                           | Anzahl Betriebe |
| ----------------------------------------------------------------- | --------------- |
| Industrie und verarbeitendes Gewerbe                              | 3               |
| Baugewerbe                                                        | 4               |
| Groß- und Einzelhandel, Verkehr, Beherbergung und Gastronomie     | 7               |
| Information und Kommunikation                                     |                 |
| Finanz- und Versicherungsdienstleistungen                         | 1               |
| Grundstücks- und Wohnungswesen                                    | 2               |
| Freiberufliche, wissenschaftliche und technische Dienstleistungen | 3               |
| Öffentliche Verwaltung, Unterricht, Gesundheits- und Sozialwesen  | 6               |
| Sonstige Dienstleistungen                                         | 3               |
| Land- und Forstwirtschaftsbetriebe                                | 4               |

In der Gemeinde befinden sich eine Bäckerei und eine Metzgerei, ferner ein Blumenladen, eine Bank, ein Coiffeur- und ein Schönheitssalon, vier Autogaragen, eine Immobilienagentur, je ein Maurer-, Schreinerei-/Zimmerei- und Elektrobetrieb, zwei Maler/Gipser- und ein Installateurbetrieb. Im Ort befindet sich ein Sportplatz/-halle, eine Arztpraxis, eine podologische Praxis, vier Krankenschwestern, ein Mehrzwecksaal, ein Gastronomiebetrieb und eine Post. Mit den Gütern des täglichen Bedarfs versorgen sich die Einwohner in Chaumergy oder in Pierre-de-Bresse. Ein Wochenmarkt findet am Freitagmorgen statt.

### Geschützte Produkte in der Gemeinde
Als AOC-Produkte sind in Bellevesvre Comté und Morbier zugelassen, ferner Volaille de Bresse und Dinde de Bresse.

### Bildungseinrichtungen
In der Gemeinde besteht eine École maternelle , die der Académie de Dijon untersteht und von 27 Kindern besucht wird. Für die Schule gilt der Ferienplan der Zone A.